# Борейша, Дмитрий Петрович
Дми́трий Петро́вич Боре́йша (1838, Санкт-Петербург — 22 декабря 1874 (3 января 1875), Санкт-Петербург) — один из первых педиатров Российской империи, врач-филантроп; соучредитель Санкт-Петербургского медицинского общества.
Потомственный дворянин. Происходит из старинного мелкопоместного польско-литовского шляхетского рода Могилёвской губернии, надворный советник
Евангелическо-лютеранского, а с 1844 года – православного вероисповедания.

## Биография
Родился в Санкт-Петербурге, в семье Петра Бонифациевича (Вонифатиевича) Борейши (16.01.1790 – 7.03.1871) – действительного статского советника, чиновника Министерства финансов, позже – директора одного из департаментов Управлении путей сообщения и его жены Жанетты-Амалии Карловны Гакке (1809 – ?). В многодетной семье П. Б. Борейши брак с гувернанткой старших детей голландкой Жанетт Гакке стал для него вторым и был заключён уже после рождения их общих детей – Дмитрия Борейши и троих его братьев.
Ранние годы Дмитрий Борейша провел в фамильной усадьбе «Журавка» в Мстиславском уезде Могилёвской губернии, затем, вернувшись в Петербург, учился в известной Пятой гимназии у Аларчина моста.
В 1857 году Дмитрий был зачислен своекоштным слушателем Императорской Медико-хирургической академии (ИМХА). Он учился вместе с В. Н. фон Рейтцем, известным в будущем врачом, одним из первых в России профессором педиатрии. Ещё студентами оба они под руководством профессора Э. Я. Красовского совершенствовались в области акушерства и детских болезней.
10 июня 1861 года Д. П. Борейша окончил полный курс Академии и был выпущен лекарем с назначением в распоряжение Министерства Внутренних дел (МВД) России. Одновременно, до 1865 года он работал помощником частнопрактикующего врача 4-й Адмиралтейской части Петербурга. 12 мая 1865 года Конференция ИМХА по экзамену присудила А. Д. Борейше звание лекаря-акушера. Вслед за этим, в чине титулярного советника он был назначен врачом 1-го акушерского отделения Санкт-Петербургской городской полиции, а также сверхштатным врачом Родильного госпиталя при Повивальном институте. Кроме того, сверх штата Д. П. Борейша служил врачом в Воспитательном доме и Крестовоздвиженской общине сестер милосердия.
В своей квартире на Большой Садовой, дом № 118, где Дмитрий Петрович проживал вместе с женой и отцом, он тогда же организовал прием больных – жителей Коломенской части Санкт-Петербурга. В помощи он не отказывал никому, оставаясь доступным в любое время суток. Нередко он не брал с пациентов никакой платы. Популярность Д. П. Борейши быстро распространилась по всей Коломне, где его называли «коломенским богом» или «коломенским Боткиным». Число принимаемых Дмитрием Петровичем больных постоянно росло, достигая 4 – 5 тысяч в год.
По инициативе обер-полицмейстера генерал-адъютанта Ф. Ф. Трепова и штадт-физика Врачебного управления полиции П. Е. фон Майделя в 1869 году в Петербурге были открыты десять родильных приютов при столичной полиции. Дмитрий Петрович уже в чине (с 2.11.1868 г.) надворного советника был назначен заведующим одним из них в Коломенской части Санкт-Петербурга. Он располагался в здании полицейского участка, находившегося в самом конце Екатерингофского проспекта, в доме № 117. Имея несколько коек для рожениц, приют оказался прообразом районного родильного дома. Как и в своей квартире, Д. П. Борейша принимал здесь приходящих больных детей. В декабре 1871 года к основным обязанностям Д. П. Борейши добавились новые. Он стал действительным членом и сверхштатным врачом в Демидовском доме призрения трудящихся, а годом позже – одним из учредителей Санкт-Петербургского медицинского общества. Помимо прочего, Дмитрий Петрович работал над диссертацией на звание доктора медицины. Защитить её он не успел, но коллеги настояли, чтобы в эпитафии на его надгробном камне были высечены слова: «доктор медицины».
Главным делом Д. П. Борейши всегда оставалась лечебная работа. Непосильный труд, когда ежедневно он консультировал до 90 больных привёл к печальному результату. В 1866 году Дмитрий Петрович заболел туберкулёзом. Но даже тогда он не позволил себе отдохнуть. Лишь два года спустя он отпустил себе полгода на лечение. В последний год своей жизни после банального ушиба ноги у Д. П. Борейши развился гнойный гонит. Ногу пришлось ампутировать, но это не спасло ему  жизни. Дмитрий Петрович скончался накануне рождества 1874 года. В тот год ему исполнилось 37 лет, из которых медицине было отдано всего 13,5... и вся жизнь...
Чин погребения по усопшему Д. П. Борейше был совершён в церкви Покрова Пресвятой Богородицы на следующий день после рождества. «Санкт-Петербургские ведомости» в те дни писали: «Гроб несли его пациенты на руках, образовалась процессия провожающих около 5000 человек». К сказанному следует добавить, что путь от Покровской площади, где находился храм, до Смоленского православного кладбища на Васильевском острове даже с переправой на другой берег Невы по льду составлял не менее 4,5 километров, а зима в тот год была морозной.
Историк, статский советник К. А. Иванов в юбилейном сборнике, посвященном пятидесятилетию Пятой Санкт-Петербургской гимназии отмечал: 

«Борейша был сверхштатным акушером С.-Петербургской Городской Полиции. Таково его официальное положение. Неофициально - это был один из тех врачей-благотворителей, которые встречаются и в наш материальный железный век. Он принадлежал к тем врачам, которые не только отказываются брать плату от бедных людей, но, подобно доктору Паскалю, так ярко и художественно изображённому в соимённом романе Эмиля Золя, оставляют у их изголовья часть своего собственного заработка, полученного с других, состоятельных людей».— 
Провожавший в последний путь простого лекаря, но поистине народного врача начальник Медико-хирургической академии профессор Я. А. Чистович чуть позже писал: 

«...покойный не был каким-нибудь медицинским архонтом, равно как не был вездесущим практиком, но он имел доброе сострадательное сердце, не отказывал в помощи ни одному бедняку»
Градоначальник Санкт-Петербурга Ф. Ф. Трепов 18 января 1875 года, то есть меньше, чем через месяц после смерти Д. П. Борейши, в письме на имя министра внутренних дел нашёл следующие слова: 

«Деятельность этого медика-филантропа, в течение 13 лет посвященная на общественную пользу жителей Санкт-Петербурга, по преимуществу Коломенской части, близко известна по самоотвержению, с которым он, в последние годы жизни сам болен, посещал больных, и притом безвозмездно лечил беднейших обитателей. Не получая на службе содержания, он уделял из своего скромного состояния на пособия для бедных. Заведуя с 1869 года родильным приютом Коломенской части, своею заботливостью он довел оный до превосходного во всех отношениях состояния».

## Семья
- Жена: Анна Петровна Борейша – после смерти мужа работала в женском отделении Дома предварительного заключения;
  - Сын: Константин Дмитриевич Борейша (21.06.1873 – до 1917) – окончил Александровский кадетский корпус и Санкт-Петербургское пехотное училище; участник Русско-японской и Первой мировой войн (погиб на фронте)[14];
- Братья:
  - Константин Петрович (27.12.1836 – 30.05.1859);

- Алексей Петрович (1837 – 17.02.1891) — педагог;
- Исидор Петрович (1841 – 23.12.1907) — юрист, начальник канцелярии Санкт-Петербургского учебного округа;

- Пётр Исидорович — член сборной Российской империи по футболу;
- Наталья Исидоровна (в замужестве — Борейша-Рейтц) — врач-психиатр, жена известного петербургского психиатра Густава Владимировича Рейтца (1876—1948) — сына одного из первых в России профессоров педиатрии В. Н. фон Рейтца;

- Павел Петрович – полицмейстер Зимнего дворца в эпоху царствования Александра III.

## Память
По инициативе жителей Коломенской части Санкт-Петербурга в 1875 году в с Высочайшего разрешения императора Александра II был начат сбор средств на учреждение именной стипендии Д. П. Борейши при Пятой Санкт-Петербургской гимназии:

«Государь Император, по всеподданнейшему докладу Министром Внутренних дел представленного С.-Петербургским Градоначальником ходатайства обывателей Коломенской части С.-Петербурга, о дозволении им открыть подписку для сбора пожертвований, с публикацией о таковой в газетах, на учреждение стипендии при Пятой здешней гимназии, имени умершего сверхштатного акушера С.-Петербургской Полиции, лекаря Надворного Советника Борейши, который в течение более 10-ти лет был истинным благодетелем бедного населения и тем заслужил выражение признательности и уважения жителей означенной местности, Всемилостивейше соизволил, в 6-й день марта сего года, на открытие между обывателями Коломенской части добровольной подписки, для сбора пожертвований на учреждение стипендии при сказанной гимназии имени лекаря Дмитрия Борейши».— 
 Когда сумма в 1300 рублей была собрана и положена на счет гимназии, 14 февраля 1877 года Высочайшим повелением стипендия была учреждена. Согласно положению ежегодный доход с означенного капитала и составлял те деньги, которые назначались одному из малоимущих учеников гимназии.